# Cryptamorpha lineella
Cryptamorpha lineella es una especie de coleóptero de la familia Silvanidae.

## Distribución geográfica
Habita en Nueva Caledonia.